# Завалівська бучина №2
«Завалівська бучина № 2» — ботанічна пам'ятка природи місцевого значення в Україні. Пам'ятка природи розташована на території Тернопільського району Тернопільської області, с. Затурин, Завалівське лісництво, кв. 48 в. 11, лісове урочище «Завалів».
Площа — 22,00 га, статус отриманий у 1994 році.